# 沙土集战役
沙土集战役，是第二次国共内战期间的一次战役，发生于1947年9月，地点位于现今山东省菏泽市牡丹区沙土镇地区。

## 战役背景
华野按军委指示进行“七月分兵”后，华野西兵团（又称华野外线兵团、粟（裕）兵团）6个纵队（1、4、6、3、8、10）由粟裕直接指挥向鲁西南转进，意图支援呼应挺进大别山的晋冀鲁豫野战军（刘邓部），2、7、9纵留置山东继续防守山东解放区，称华野山东兵团（又称华野内线兵团、许（世友）谭（震林）兵团）。由于此前华野南麻、临朐两场战役未给国军以实质打击且又主动离开鲁中地区，国军对形势判断有误，认为华东共军已溃不成军，命令各部“加紧进剿，肃清山东”。

## 战役部署
1947年8月31日，华东野战军第1、第3纵队自定陶、成武地区北进。9月3日，陈毅粟裕率华野西兵团指挥机构及第6、第10纵队南渡黄河，5日与第1、第3纵队会合于郓城、红船口地区。至此，华野西兵团兵力集中，形成了有利的战役布局。
华野以上兵力调动，被整编第5军军长邱清泉误认为是第1、第3纵队担任后卫，掩护第4、第8纵队北逃。遂即令整编第5、第84师沿张凤集、巨野，向郓城追击；令整编第57师沿沙土集、皇姑庵，向红船口追击；同时协调第4绥靖区整编第68师同时由菏泽向北追击，策应主力方面作战。9月5日，整编第5师进至郓城以南之雪家庄、富官屯、王老虎一线；整编第57师第60旅进至郓城西南贾敬屯、耿家庄、徐家垓一线，第117旅位于第60旅之右侧。9月7日，整编第5、第57师分别进抵随官屯、贾敬屯之线，两师间隔已达20余公里，整编第84师还远在巨野。整编第57师已处于华野南北夹击的不利态势中。
陈毅粟裕抓住此一有利战机，决心求歼整编第57师。具体部署是：第3纵队一部钳制整编第5师，切断其与整编第57师的联系，主力向耿家庄、徐家垓攻击；第6纵队（欠第17师）于战役开始后，即从第3纵队右侧经王家楼、吕公堂向贾敬屯、徐家垓、新兴集攻击；第8纵队由南向沙土集突击；第1纵队集结于皇姑庵以西待命；第10纵队附6纵17师以全力控制郓城及其以南之吴家庙、富官屯、丁里长线阵地，坚决阻击整编第5师北进或西援。第4纵队进入龙固集，坚决阻止整编第5师、第84师西援；晋冀鲁豫第11纵队位于辛集、陈集地区，对菏泽方向的整编第68师进行警戒。

## 战役经过
9月7日，华野第4、第8纵队开始由南向北攻击前进，整编第57师惧歼，迅速南撤进入沙土集并在附近村落构筑工事实施防御，以1个团分散防守外围村庄，主力龟缩于沙土集土围内。
沙土集是鲁西南菏巨公路上的一个村庄，东西长约1公里，南北宽约0.5公里，四周筑有土墙，墙外有壕沟，东、南、西3面靠水，北面是一大片沙地，故名；地势较高，壕中无水。
9月7日黄昏，华野达成对沙土集的合围。8日，发起总攻。经半小时炮火准备，第3纵队首先从北面突破村寨，进入村内展开巷战。9日凌晨2时，第8纵队从东南方突入，第6纵队从西北方突入。3个纵队逐步缩小合围圈。整编第57师师长段霖茂率100余人化装逃跑，出村寨不远即被俘虏（段霖茂后被沙土集地方武装一位段姓武装部长私自放走），守军于3时全部放下武器投降。
在围歼整编第57师的同时，第10纵队等部依托野战阵地抗击整编第5师等部的进攻，并歼灭其2个连，有力保障了沙土集围歼战的胜利。

## 战役总结
国军检讨此次战役失败原因认为：“本作战，国军在各战场抽调兵力，逐次投入鲁西南地区……但因协调联络不足，多次形成孤立，遭匪袭击，整五十七师更因友军救援不及，在沙土集覆没。”
此役，华东野战军歼灭国军整编第57师及所辖整编第60旅、第117旅全部约1.3余人，内俘虏7600余人，缴获榴弹炮、野炮、山炮107门，轻重机枪480余挺以及其它大批军用物资。华东野战军伤亡失踪3900余人。另说华野伤亡2300余人，全歼整编第五十七师师部及其所辖两个旅，并给援敌以相当大的杀伤，此役共毙伤国军2000余人，生俘师长段霖茂以下7500余人，缴获榴弹炮、山炮等20余门，机枪数百挺，以及其他大批弹药和军用物资。这是华东野战军西线兵团组建后的第一次较大规模的胜利，一定程度上改变了国共双方在华东战场的战略态势。
毛泽东于9月11日致电华野及华东军区领导人指出：“郓城、沙土集歼灭五十七师全部之大胜利，对于整个南线战局之发展有极大意义”。